# Харекрушна Махатаб
Харекрушна Махатаб (ория ହରେକୃଷ୍ଣ ମହତାବ, англ. Harekrushna Mahatab; 21 ноября 1899, Бхадрак, Бенгальское президентство — 2 января 1987, Бхубанешвар) — активист движения за независимость Индии, общественный, политический, государственный и социальный деятель, член партии Индийский национальный конгресс. прозаик, редактор, издатель.
Один из создателей нынешнего восточно-индийского штата Одиша. С 1946 по 1950 год — первый Главный министр (премьер-министр) штата Одиша, повторно занимал этот пост в 1956—1961 годах. С 1950 по 1952 год — министр торговли и промышленности Индии в правительстве Джавахарлала Неру.

## Биография
Представитель народа ория. Родился в аристократической семье. Поступил в колледж (ныне Университет Рэйвеншоу) в Каттаке. В 1921 году оставил учебу и присоединился к движению за независимость Индии.
В 1922 году по обвинению в подстрекательстве к мятежу был заключён в тюрьму.
Активист движения за независимость Индии, участвовал вместе с Махатмой Ганди в организации Соляного похода в Ориссе против британского режима, заложившего основы массовой кампании гражданского неповиновения английским колониальным властям в Индии. За свои действия был арестован и находился в заключении два с половиной года. В 1932 году, после запрета партии, был вновь арестован.
Участник движения против Неприкасаемости (с 1934) и Августовского движения, за что с 1942 по 1945 год, находился в заключении.
После освобождения из тюрьмы в 1945 году занялся объединением более двадцати малых орийских княжеств, управляемых местными князьками, в единый штат. Объединение прошло бескровном в 1947 году, хотя некоторые правители и выступили против этого.
В 1952 году стал генеральным секретарём Парламентской партии Индийского национального конгресса. С 1955 по 1956 год был губернатором Бомбея (теперь Мумбаи). Вице-президент Индийского национального конгресса в 1966 году.
Харекрушна Махатаб — писатель, автор произведений на орийском языке и «Истории Ориссы». В 1923 году основал еженедельный журнал Праджатантра. Работал главным редактором ежемесячного журнала «Джанкар». Издавал и редактировал еженедельную английскую газету The Eastern Times.

## Награды
- Премия Литературной академии Индии
- Почётный доктор Университета Андхра
- Почётный доктор Уткальского университета